# Onthophagus jangga
Onthophagus jangga là một loài bọ cánh cứng trong họ Bọ hung (Scarabaeidae).